# Lupon

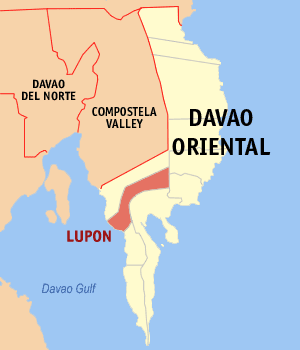
Bản đồ của Davao Oriental với vị trí của Lupon

Lupon là một đô thị hạng 1 ở tỉnh Davao Oriental, Philippines. Theo điều tra dân số năm 2000, đô thị này có dân số 57.092 người trong 10.812 hộ.

## Các đơn vị hành chính
Lupon được chia thành 21 barangay.
| - Bagumbayan - Cabadiangan - Calapagan - Cocornon - Corporacion - Don Mariano Marcos - Ilangay - Langka - Lantawan - Limbahan - Macangao | - Magsaysay - Mahayahay - Maragatas - Marayag - New Visayas - Poblacion - San Isidro - San Jose - Tagboa - Tagugpo |